# Carl Gottlob von Ziegler und Klipphausen
Carl Gottlob von Ziegler und Klipphausen, zeitgenössisch auch Carl Gottlieb Ziegler von Klipphausen (* 26. Januar 1650 in Cunewalde; † 14. Juli 1715 in Bautzen), war ein königlich-polnischer und kurfürstlich-sächsischer General und Kommandant der Festung Königstein sowie Rittergutsbesitzer.

## Leben
Er stammte aus der Adelsfamilie von Ziegler und Klipphausen. Seine Eltern waren Wolf Rudolph von Ziegler und Klipphausen und dessen Ehefrau Anna Elisabeth von Löben aus dem Haus Schönberg. Der Kammerjunker der sächsischen Kurfürsten, Ferdinand Rudolph von Ziegler und Klipphausen, war sein jüngerer Bruder. Im Unterschied zu seinen Brüdern entschied sich Carl Gottlob für den Militärdienst bei den Wettinern und wurde zunächst Kadett in Dresden. Im Anschluss besuchte er dort die Artillerieschule und wurde Stückjunker und ca. 1668 Leutnant bei der sächsischen Artillerie. 
1683 nahm er an der Verteidigung von Wien gegen die Türken und an der Schlacht am Kahlenberg teil. Am 6. Januar 1684 nahm er im Residenzschloss Dresden im Beisein des Kurfürsten und der Kurfürstin von Sachsen als Hauptmann in Kufferischen Regiment zu Fuß an der Hochzeit seines Bruders Ferdinand Rudolph teil.
Bei der Belagerung von Ofen in Ungarn wurde er 1684 durch Schrotkugeln verletzt. Nach dem Tod des Vaters erhielt er 1695 bei der Teilung mit seinen Brüdern das Rittergut Obercunewalde. 
August der Starke ernannte ihn 1704 zum Kommandanten der Festung Königstein und zum Generalwachtmeister sowie im darauffolgenden Jahr zum Generalmajor. Auf der Festung lernte er u. a. Johann Friedrich Böttger kennen, der dort gefangen war. Nach gut zehn Jahren wurde er zum Generalleutnant befördert und ihm wurde der Titel „Exzellenz“ verliehen.
Er heiratete Christina Elisabeth von Globig († 1729) aus dem Haus Croswig. Das Paar hatte Kinder, darunter:
- Christina Elisabeth (* 11. Februar 1701; † 26. April 1774) ⚭ 1719 Gottfried Anshelm von Lindenau (1693–1749)